# 规约语言
规约语言（英語：Specification language），或称規範語言，是在计算机科学领域的使用的一种形式语言。编程语言是用于系统实现的、可以直接运行的形式语言。与之不同，规约语言主要用于系统分析和设计的过程中。
规约语言通常是不能直接运行的，虽然有人在进行这方面的研究。规约语言在比编程语言更抽象層次上描述系统，因此，在规约语言被实际实现之前，必须经过一个精簡化（不断添加实现细节）的过程。
规约语言的一个重要应用是允许创建程序正确性的证明（参见自动定理证明）。

## 一些规约语言
- Alloy语言
- 断言定义语言
- B规约语言
- SDL
- 统一建模语言
- VDM规约语言
- Z规约语言